# Paguyangan (Bantarbolang)
Paguyangan is een bestuurslaag in het regentschap Pemalang van de provincie Midden-Java, Indonesië. Paguyangan telt 3165 inwoners (volkstelling 2010).